# اليوم الدولي للشعوب الأصلية
اليوم العالمي للشعوب الأصلية يوافق 9 آب / أغسطس من كل عام لتعزيز وحماية حقوق السكان الأصليين في العالم، يقر هذا الحدث أيضا بالانجازات والمساهمات التي يقوم بها الشعوب الأصلية لتحسين القضايا العالمية كحماية البيئة، وأعلنت الجمعية العامة للأمم المتحدة عن هذا اليوم في كانون الأول / ديسمبر 1994 لتخليد ذكري أول اجتماع لفريق عمل الأمم المتحدة المعنى بالسكان الأصليين التابع للجنة الفرعية لدعم وحماية حقوق الإنسان عام 1982.

## التاريخ
أعلنت الجمعية العامة للأمم المتحدة لأول مرة في كانون الأول / ديسمبر 1994 أن يتم الاحتفال باليوم العالمي للشعوب الأصلية في العالم كل عام خلال العقد العالمي الأول للشعوب الأصلية في العالم (1995 – 2004). وفي عام 2004، أعلنت الجمعية عقدًا عالميًا ثانيًا بعنوان «عقد للعمل والكرامة» من عام 2005 إلي 2015، وتم تشجيع الناس من مختلف الأمم للمشاركة في الاحتفال باليوم لنشر رسالة الأمم المتحدة عن الشعوب الأصلية، قد تضمنت الأنشطة النقاشات التعليمية والأنشطة الصفية لنيل التقدير ولفهم أفضل للشعوب الأصلية.

بموجب القرار 49/214 بتاريخ 23 كانون الأول / ديسمبر 1994 قررت الجمعية العامة للأمم المتحدة الاحتفال باليوم العالمي للشعوب الأصلية في العالم في 9 آب / أغسطس من كل عام خلال العقد العالمي للسكان الأصليين في العالم، ويمثل هذا اليوم انعقاد أول اجتماع لفريق عمل الأمم المتحدة المعنى بالسكان الأصليين التابع للجنة الفرعية لدعم وحماية حقوق الإنسان عام 1982.

## الرموز
تم اختيار صورة ريبانغ ديوان (Rebang Dewan) وهو صبي من تشاكما في بنغلاديش، كشعار مرئي للنقاش الدائم للأمم المتحدة عن قضايا الشعوب الأصلية، وقد تم رؤية هذا الرسم علي المادة الترويجية لليوم العالمي للشعوب الأصليين في العالم، ويتميز الرسم بأذنين من الأوراق الخضراء يواجهان بعضهما البعض ويحتضنان كرة أرضية تشبه كوكب الأرض. يوجد داخل الكرة الأرضية صورة ليدين يتصافحان -يدان مختلفتان- بالمنتصف، وبأعلى المصافحة خلفية لمنظر طبيعي، وتغلف المصافحة والمنظر الطبيعي باللون الأزرق من اعلي وأسفل بداخل الكرة الأرضية.

## روابط خارجية
اليوم العالمي للشعوب الأصلية في العالم، من موقع الأمم المتحدة.
اليوم العالمي 2011 - الموضوع وبرنامج الأنشطة المقررة ليوم 9 أغسطس 2011.
تصميمات الشعوب الأصلية : الاحتفال بالقصص والثقافات التي تخلق ثقافتنا الخاصة - فيديو سجلته الأمم المتحدة لحدث 9 أغسطس 2011.